# Yohannes Yual Both
Yohannes Yual Both (auch: Johannes Yoal Bath oder ähnlich) war ein Anführer der Rebellengruppe South Sudan Defense Forces, einer der Gruppierungen im Zweiten Sudanesischen Bürgerkrieg (Second Sudanese Civil War, 1983–2005).
Er kämpfte mit seiner Truppe hauptsächlich gegen die Sudan People’s Liberation Army.

## Aktivitäten
Im August 1991 verkündeten Riek Machar, Lam Akol und Gordon Kong, dass John Garang aus der Sudanesischen Volksbefreiungsarmee ausgeschlossen worden sei. Die abgesplitterte Rebellentruppe wurde von 1991 bis 1993 als SPLM/A-Nasir faction bezeichnet und hatte ihren Sitz in Nasir (bis 1995) und später in Waat und Ayod.
Die Milizen der Bul Nuer, Anyanya II (Mayom unter Paulino Matiep und die Lou Nuer Anyanya II in Doleib Hill unter Yohannes Yual), stellten sich auf die Seite von Riek.
Später wurden diese Banden Teil der von der Regierung unterstützten South Sudan Defense Forces (SSDF).
Der Bürgerkrieg endete im Januar 2005. Yohannes Yual akzeptierte die Juba Declaration (8. Januar 2006) und schloss sich der Armee an zusammen mit anderen Soldaten unter dem Kommando von Paulino Matiep. Seine Männer sind hauptsächlich Lou Nuer. Sie sind heute Teil der 8th Division im Bundesstaat Jonglei. Yual ist ein Major General und war seither stellvertretender Kommandant der 4th Division in Duar, Upper Nile.
Eine Gruppe South Sudan United Democratic Alliance berichtete, dass am 12. April 2006 SPLA-Truppen von Lou Nuer (Janai/Gatliek section) unter Johannes Yoal Bath einen Vergeltungsangriff auf Ulang verübten und dabei mehr als 30 Personen ermordeten, Soldaten und Zivilisten.
Die Attacke sei in Vergeltung für Herdendiebstahl in Nyayin, am Ostufer des Sobat River, ausgeführt worden. Dabei hatten sich vereinigte Truppen der SPLA und Jikany Nuer unter Kommandant George Athor Deng an den Herden bedient.
Johannes Yoal Bath war auch in einer Attacke auf Nasir im Mai 1994 beteiligt.